# Nezavisna Država Hrvatska (Toronto)
Nezavisna Država Hrvatska je hrvatski iseljenički list iz Kanade. Izlazi u Torontu. 
Englesko ime za list je Independent State of Croatia. Izlazi na hrvatskom jeziku, uz povremene priloge na engleskom.
U impressumu je stajalo da je glasilo HOP-a i diljem svijeta/glasilo Hrvatskog oslobodilačkog pokreta u domovini i u svietu (eng. „voice of Croatian Liberation Movement in Croatia and in the World”). Također, u impressumu nosio oznaku da je hrvatski nacionalni demokratski list u Kanadi, odnosno, slobodno glasilo Ujedinjenih kanadskih Hrvata, (eng. „free voice published by United Croats of Canada”).
Uređivao ga je Srećko Pšeničnik.
Izlazi kao mjesečnik, a jednom i kao dvomjesečnik. Prvi broj izašao je svibnja 1960. 